# Sōja
Sōja (jap. 総社市, -shi) ist eine Stadt in der japanischen Präfektur Okayama.
Der Name der Stadt kommt von dem gleichnamigen Shintō-Schrein, der der Sōja der Provinz Bitchū war.

## Geographie
Sōja liegt nördlich von Kurashiki und westlich von Okayama.

## Geschichte
Die Stadt wurde am 31. März 1954 zur Shi ernannt.

## Verkehr
- Straße
  - Nationalstraße 2: nach Osaka und Kitakyūshū
  - Nationalstraße 250
- Zug
  - JR West Hakubi-Linie: nach Kurashiki und Yonago
  - JR Kibi-Linie: nach Okayama

## Söhne und Töchter der Stadt
- Hitomi Niiya (* 1988), Marathonläuferin
- Sesshū Tōyō (1420–1506), Maler

## Angrenzende Städte und Gemeinden
- Okayama
- Kurashiki
- Ibara
- Takahashi (Okayama)